# الدوري الشمالي لكرة القدم 1929–30
الدوري الشمالي لكرة القدم 1929–30 (بالإنجليزية: 1929–30 Northern Football League)‏ هو موسم من الدوري الشمالي لكرة القدم ‏. فاز فيه نادي ويلينجتون.